# 1387
1387 је била проста година.

## Рођења
- 16. септембар —Хенри V, енглески краљ († 1422)

### Децембар
- Википедија:Непознат датум — Фра Анђелико - италијански сликар ренесансе. († 1455)